# Plzeň-Jižní Předměstí (nádraží)
Plzeň-Jižní Předměstí je jeden z obvodů železniční stanice Plzeň hlavní nádraží. Nachází se na Jižním Předměstí krajského města Plzně. Po hlavním nádraží jde o druhou nejvytíženější stanici ve městě. Komplex původně tvořily dvě protilehlé, ulicí oddělené staniční budovy, starší z nich byla vyřazena z provozu v 90. letech 20. století a od roku 2001 slouží jako kulturní centrum Moving Station. Společně s výpravní budovou plzeňského hlavního nádraží a objektem Plzeň zastávka na trati do Železné Rudy jsou nádražní budovy na Jižním Předměstí chráněny jako kulturní památka.

## Historie

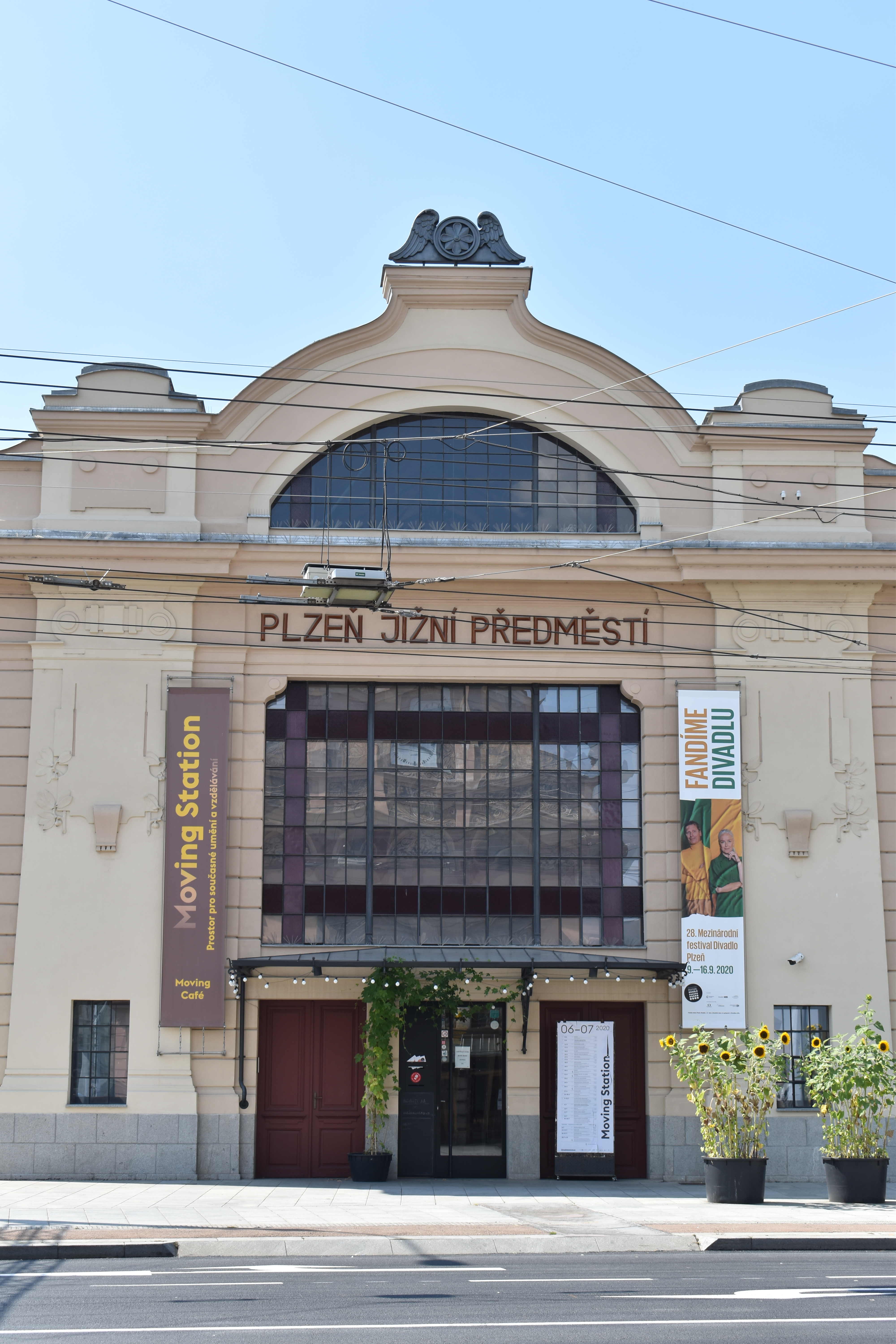
Kulturní centrum Moving Station

Stavba železniční trati z Furth im Wald směrem do Plzně vytvořila roku 1862 v jižní části města kolejový zářez, který tvoří spojnici s plzeňským hlavním nádražím. Od roku 1872 tudy procházela též Dráha císaře Františka Josefa do Chebu, záhy zde byla též umístěna výhybka pro vlečku do Škodových závodů v těsném sousedství. 
V místě rozdělení tratí bylo na přelomu století rozhodnuto vybudovat reprezentativní secesní stanici, která doplní novou honosnou okolní výstavbu bytových domů. Zářez byl přemostěn, stanice přilehla k mostu ze severní strany a umožnila cestujícím sestoupení ke kolejišti. Na opačné straně ostrovního nástupiště se rozkládala parková úprava. Stavební práce zahájila firma Müller a Kapsa v roce 1900, do provozu byla stanice uvedena roku 1904 pod označením Plzeň-Říšské předměstí.

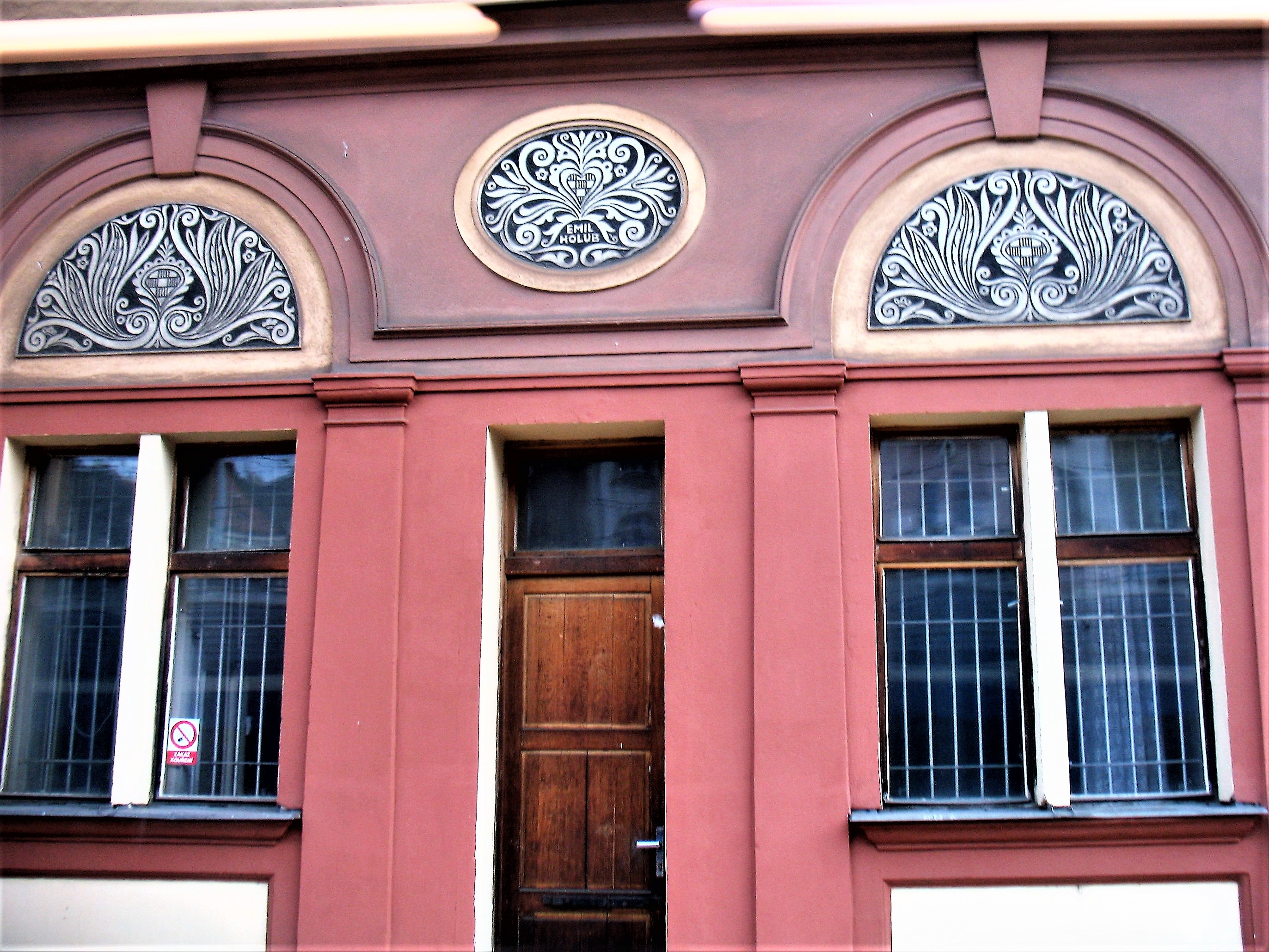
Detail výzdoby fasády v přízemí

Nádraží poznamenané válečným dopravním provozem bylo spolu s rekonstrukcí rozšířeno o druhou budovu vztyčenou na protější straně mezikolejové plochy v letech 1919-1921 v tehdy již nemoderním neorenesančním stylu. V 80. letech 20. století byl úsek mezi Plzní a Chebem elektrizován. Velkoryse řešené zastávky postupně chátraly, v 90. letech byla starší secesní budova vyřazena z přepravního provozu a prodána do soukromých rukou.
V roce 2000 o stavbu projevilo zájem občanské sdružení Johan, kterému se postupně podařilo v architektonicky unikátním prostoru stanice zřídit, zpočátku improvizované, kulturní centrum Moving Station/Hemžící se zastávka s prostorem pro koncerty, výstavy a divadelní představení. V roce 2015, kdy byla Plzeň Evropským hlavním městem kultury, proběhla oprava a přestavba bývalé stanice, vzniklo zde potřebné zázemí a divadelní sál.

## Most Ivana Magora Jirouse

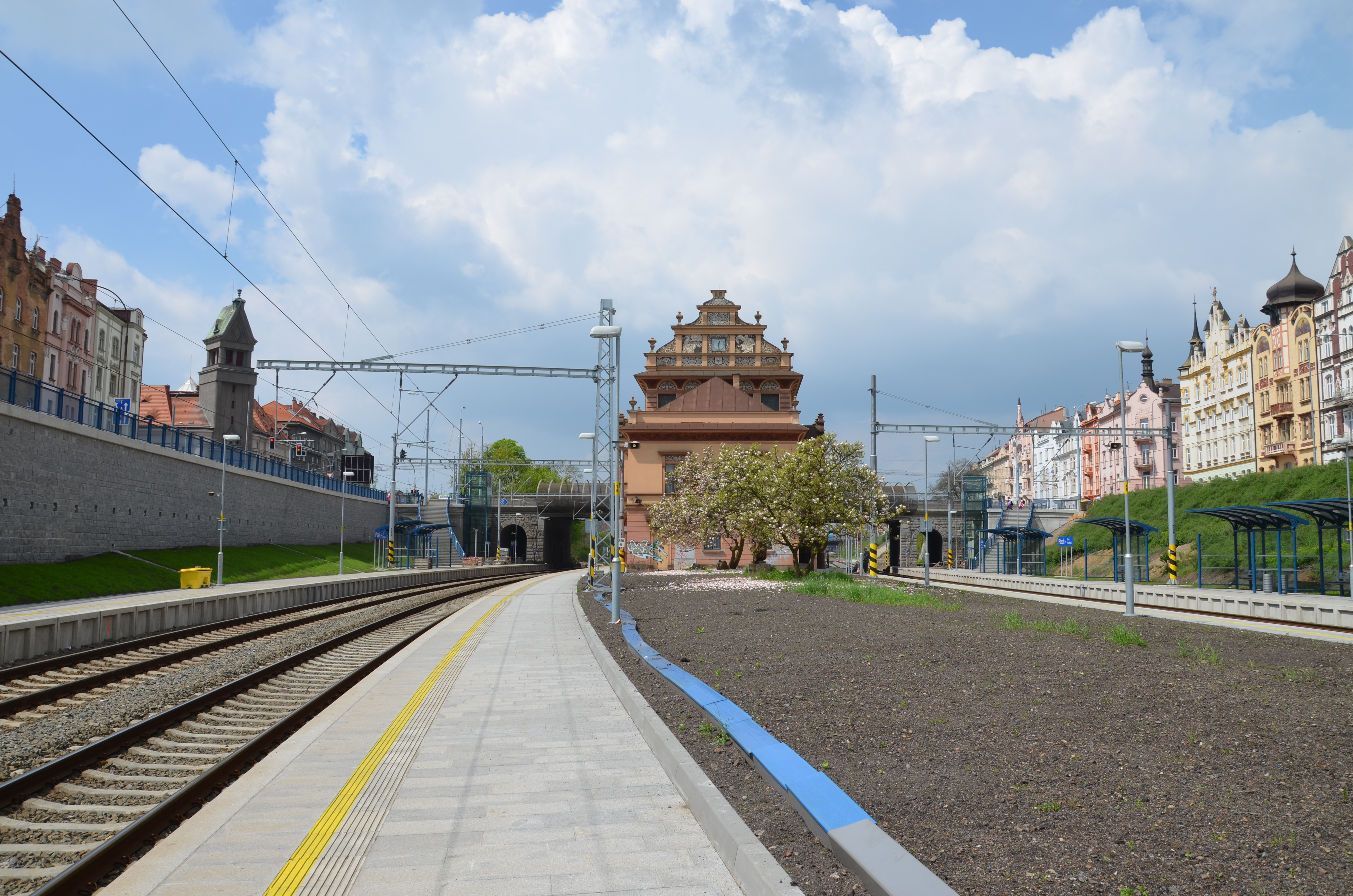
Pohled od východu

Most přes kolejiště, do nějž ústí Koperníkova ulice, byl roku 2013 z iniciativy plzeňských občanů přejmenován na Most Ivana Magora Jirouse.